# Setjaimengaou
Setjaimengaou est une femme âgée d'une quarantaine d'années tout au plus, ayant vécu dans l'Égypte antique sous la XXVe ou la XXVIe dynastie (v. VIIe siècle av. J.C.). Sa momie est conservée au Musée de Picardie, à Amiens.

## Historique
Cette momie d'une Égyptienne ayant vécu à la Basse époque, est achetée avec ses cercueils, en 1839 par la Société des antiquaires de Picardie à un « marchand de curiosités ». Quelques mois après son arrivée à Amiens, elle a été débandelettée. Elle est à l'origine des collections égyptiennes du Musée de Picardie.
La momie et ses cercueils (interne et externe) ont été restaurés en 2022 par le Centre de recherche et de restauration des musées de France à Versailles. Le 21 janvier 2023, le service d’imagerie du CHU Amiens-Picardie a procédé au passage au scanner de la momie afin d’affiner les connaissances sur l’état de conservation du corps, la technique d’embaumement mise en œuvre et l’état de santé de la femme au moment de son décès.

## Caractéristiques
Il s'agit de la momie d'une femme âgée de trente à quarante ans  dont les analyses récentes ont montré qu'elle avait eu plusieurs enfants. Elle devait mesurer environ 1,45 m. Sa colonne vertébrale a été disloquée après sa mort. Ses yeux composés d'obsidienne pour l'iris et de calcite et d'albâtre pour le blanc datent de l'Antiquité égyptienne comme l'ont prouvé les analyses faites en 2022.
Le décor des côtés et du bas du couvercle se lit horizontalement. Les hiéroglyphes qui y sont inscrits relatent le chapitre LIX du Livre des morts, ils indiquent également le nom de la défunte, Setjaimengaou. Un décor vertical représente le reliquaire abritant la tête d’Osiris à Abydos.
Sur le couvercle, on voit la défunte protégée par la déesse de la voûte céleste Nout aux ailes déployées. On y voit également successivement les principaux acteurs chargés de la destinée posthume : les fils d’Horus, responsables des viscères, Atoum, le dispensateur du souffle de vie, puis Horus et Thot à tête d’ibis, qui guident le mort dans l’au-delà, et enfin Anubis, à tête de chien, spécialiste de l’embaumement.